# Paedocypris
Paedocypris là một chi cá thuộc Bộ Cá Chép được tìm thấy ở vùng Đông Nam Á, chúng có ở Malaysia và Indonesia. Paedocypris progenetica là loài cá nhỏ nhất thế giới, con cái đạt kích thước lớn nhất 10,3 mm, con đực 9,8 mm và cá thể trưởng thành nhỏ nhất là một con cái dài 7,9 mm.

## Các loài
Có 03 loài được ghi nhận trong chi này:
- Paedocypris carbunculus Britz & Kottelat, 2008[3]
- Paedocypris micromegethes Kottelat, Britz, H. H. Tan & K. E. Witte, 2006[4]
- Paedocypris progenetica Kottelat, Britz, H. H. Tan & K. E. Witte, 2006[4]